# Cattedrale di San Giuseppe (Groninga)
La cattedrale di San Giuseppe (in olandese: Sint-Jozefkathedraal) è la cattedrale cattolica della diocesi di Groninga-Leeuwarden, nella città di Groninga, nei Paesi Bassi.

## Storia e descrizione
La chiesa parrocchiale di San Giuseppe fu progettata dall'architetto Pierre Cuypers, con contributi di suo figlio Joseph Cuypers. La chiesa è in stile neogotico e fu costruita tra il 1885 ed il 1887 e consacrata il 25 maggio 1887. La chiesa fu dedicata a San Giuseppe, patrono dei lavoratori, per i molti operai che lavorarono all'edificio. Nel 1906 la chiesa fu dotata di un organo costruito dalla ditta di Utrecht Maarschalkerweerd. La chiesa fu utilizzata come chiesa parrocchiale nel 1970 e divenne ufficialmente la cattedrale della diocesi di Groningen-Leeuwarden nel 1981.

## Galleria d'immagini

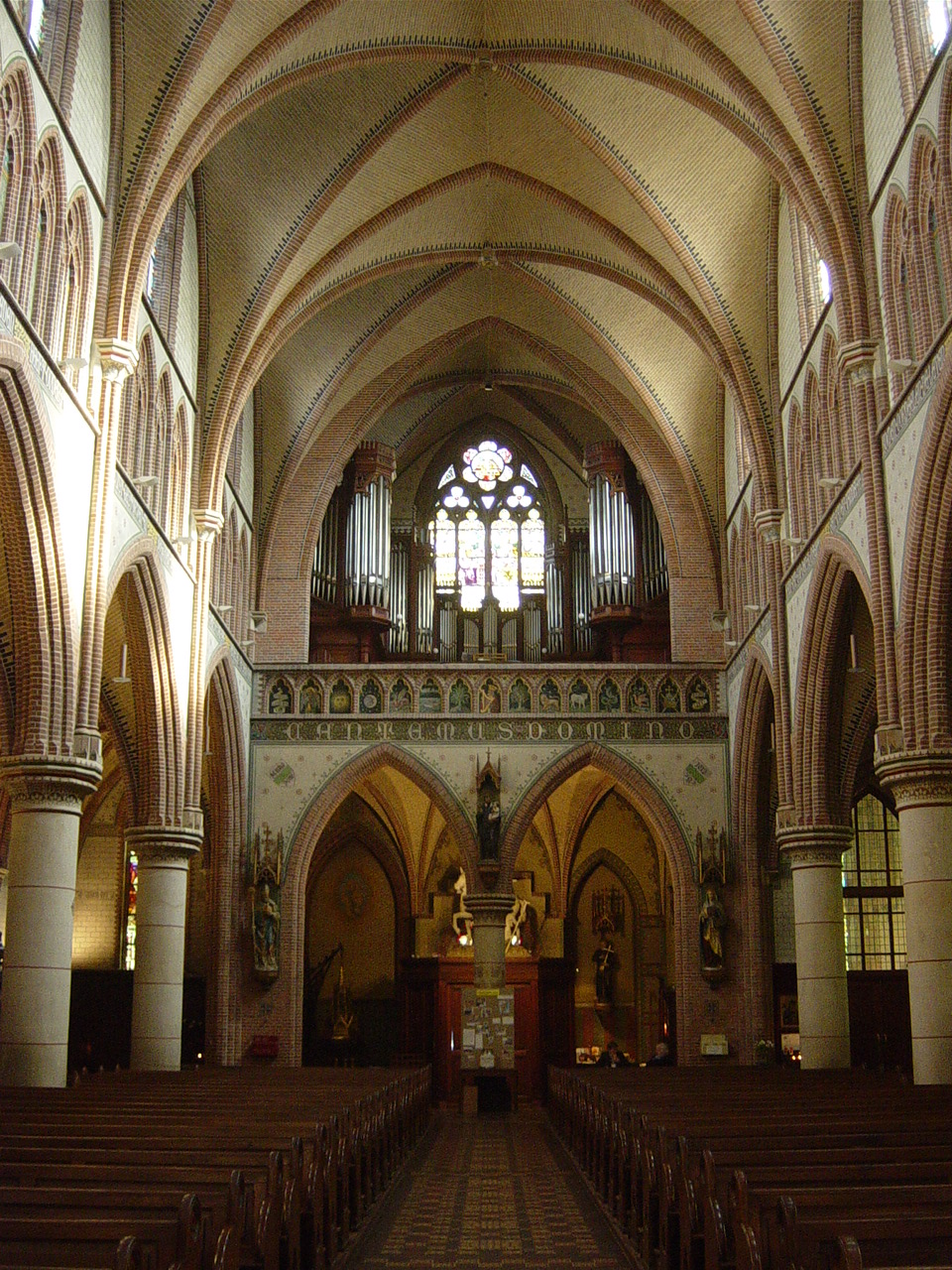
L'organo
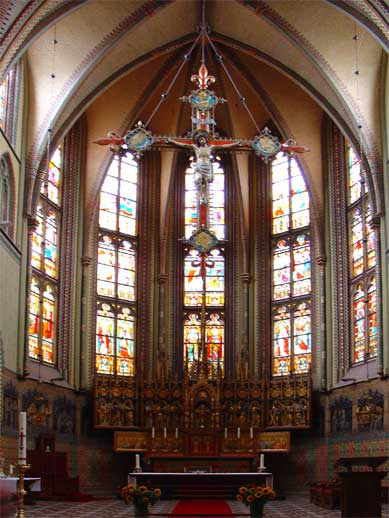
Vista dell'altare
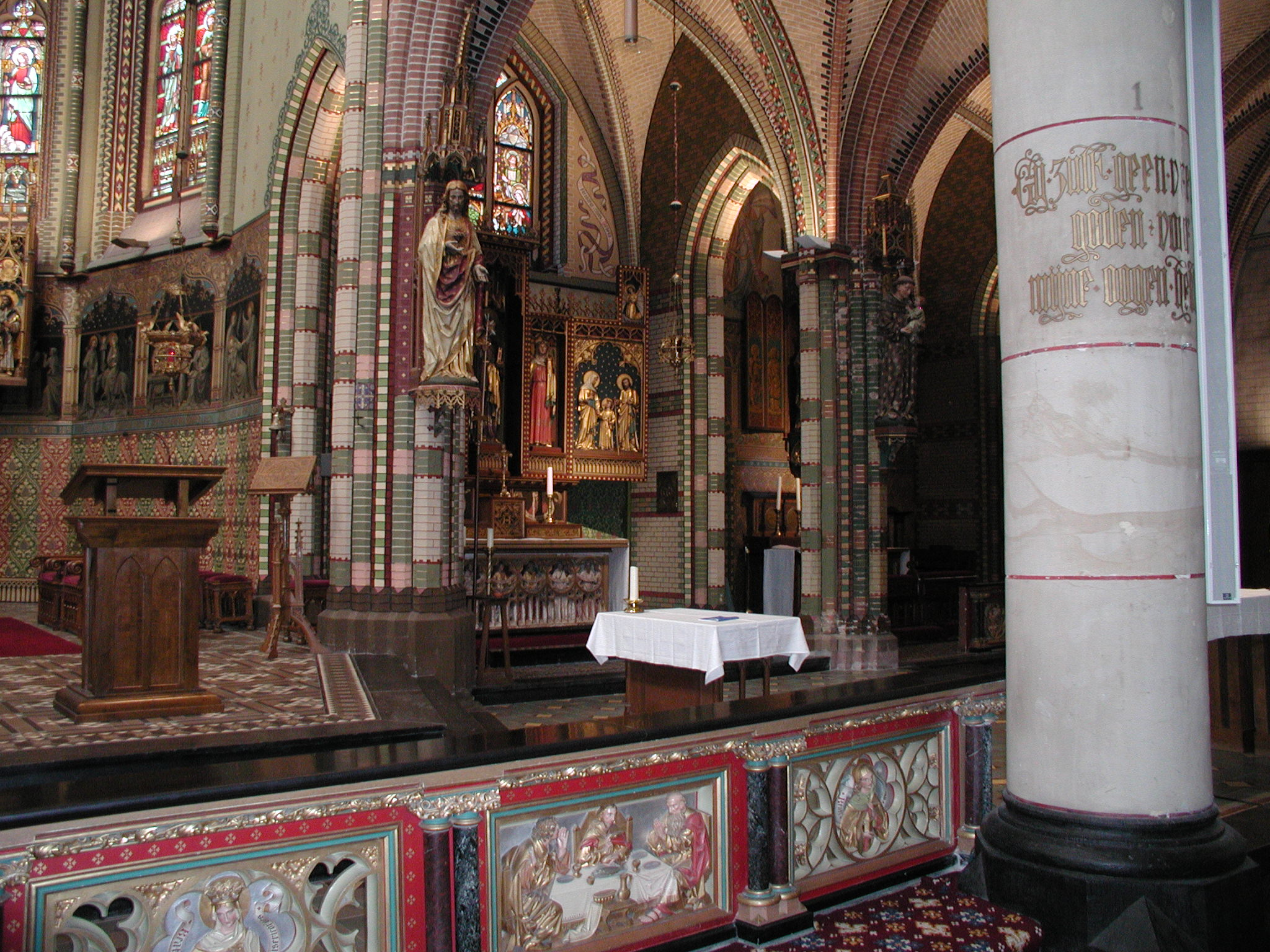
Interno
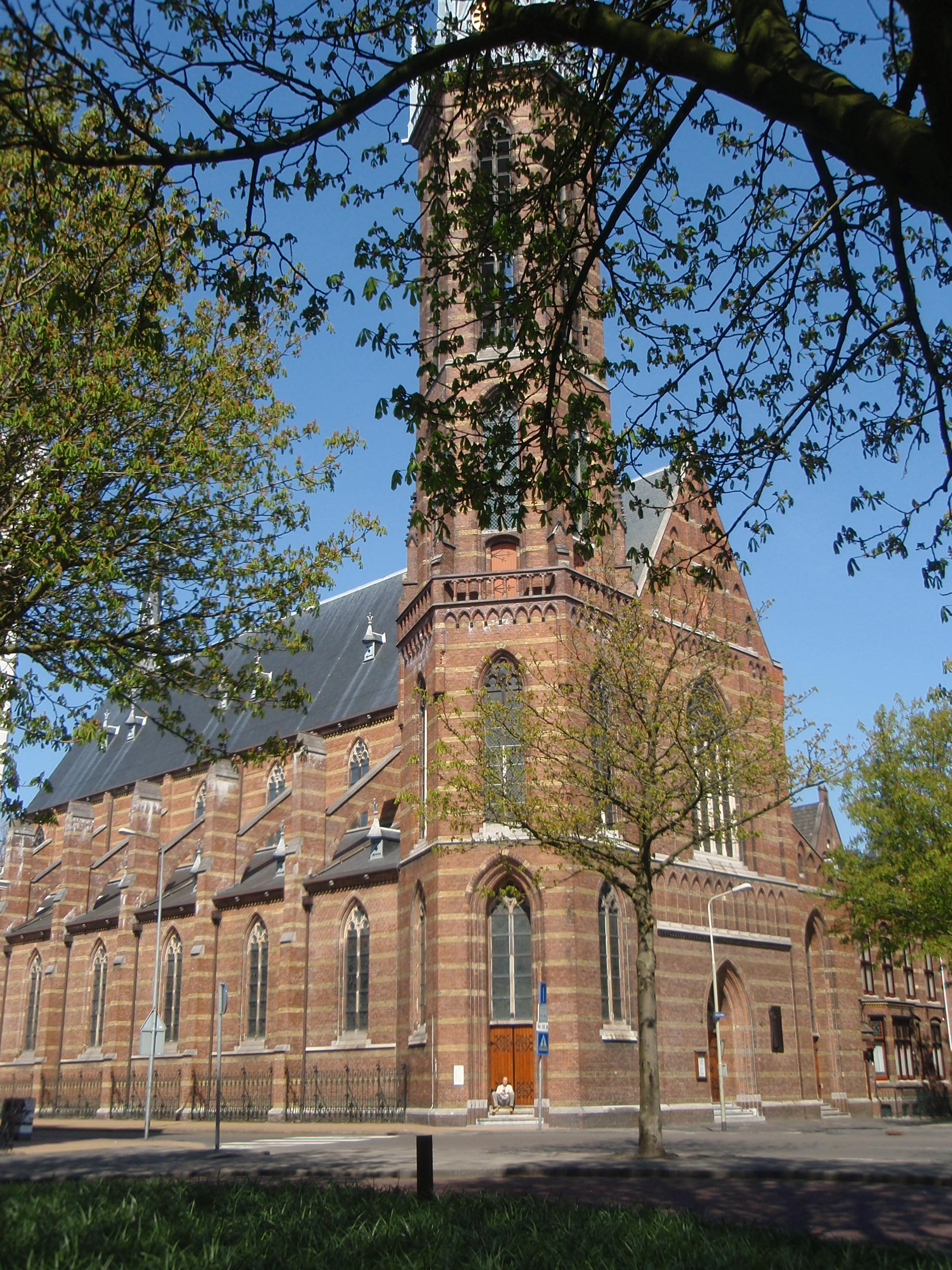
Ingresso
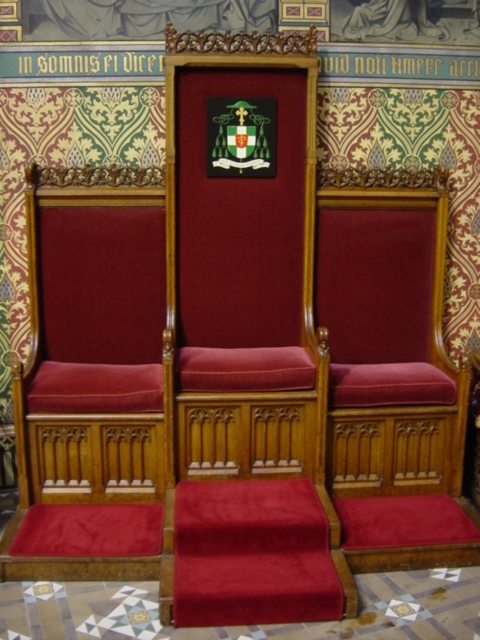
Cattedra del vescovo